# 東燕郡
東燕郡，中國古代的郡，前身為西晉時設置的東燕國。在今河南省。

## 沿革
晉惠帝光熙元年（306年），進封東嬴公司馬騰為東燕王，分濮陽郡燕、白馬二縣，陳留國酸棗、長垣二縣，置東燕國，屬兗州，治東燕城（今河南省延津縣東北）。辖境约当今河南省延津县、滑县等地。晉懷帝永嘉元年（307年），徙封東燕王為新蔡王，改東燕國為東燕郡。
十六國時期，東燕郡先後為漢（315年－319年）、後趙及其殘餘勢力（319年－359年）、前燕（359年－369年）、東晉（369年）、前燕（369年－370年）、前秦（370年－384年）、東晉（384年－387年）、翟魏（387年－392年）、後燕（392年－399年）所有。後趙武帝建武元年（335年），東燕郡改屬洛州。前燕景昭帝光壽三年（359年），東燕郡還屬兗州。後燕成武帝建興七年（392年），東燕郡改屬兗豫二州。
北魏太武帝天興二年（399年），攻佔後燕東燕郡。後改東燕郡復置東郡，治白馬縣滑台城（今河南省滑縣東南）。

## 太守
- 毛穆之，字憲祖，小字虎生，晉海西公太和四年（369年）領。[6]

## 國主
- 東燕王司馬騰，306年－307年在位。